# Gare de Roppenheim
La gare de Roppenheim (dite aussi Beinheim - Roppenheim) est une gare ferroviaire française de la ligne de Strasbourg à Lauterbourg située sur le territoire de la commune de Beinheim, à proximité de Roppenheim, dans la collectivité européenne d'Alsace, en région Grand Est.
C'est une halte voyageurs de la Société nationale des chemins de fer français (SNCF) du réseau TER Grand Est, desservie par des trains express régionaux.

## Situation ferroviaire
Établie à  118 mètres d'altitude, la gare de bifurcation de Roppenheim est située au point kilométrique (PK) 39,422 de la ligne de Strasbourg à Lauterbourg, entre les gares de Rœschwoog et de Seltz (s'intercale la gare fermée de Beinheim). Elle est également située au PK 24,751 de la ligne de Haguenau à Rœschwoog et frontière, partiellement utilisée.

## Histoire
En mars 2013, la fréquentation en voyageurs de la gare est de 145 montants et 128 descendus des trains de la ligne Strasbourg - Lauterbourg.

## Fréquentation
De 2015 à 2023, selon les estimations de la SNCF, la fréquentation annuelle de la gare s'élève aux nombres indiqués dans le tableau ci-dessous.
| Année     | 2015   | 2016   | 2017   | 2018   | 2019   | 2020  | 2021   | 2022   | 2023   |
| --------- | ------ | ------ | ------ | ------ | ------ | ----- | ------ | ------ | ------ |
| Voyageurs | 15 631 | 14 099 | 12 334 | 10 372 | 12 481 | 9 793 | 10 661 | 17 120 | 18 414 |

## Service des voyageurs

### Accueil
Halte SNCF, c'est un point d'arrêt non géré (PANG) à accès libre.

### Desserte
Roppenheim est une halte voyageurs du réseau TER Grand Est, desservie par des trains express régionaux de la relation : Strasbourg-Ville - Lauterbourg.

### Intermodalité
Un parc pour les vélos et un parking pour les véhicules y sont aménagés.